# Urbi et orbi

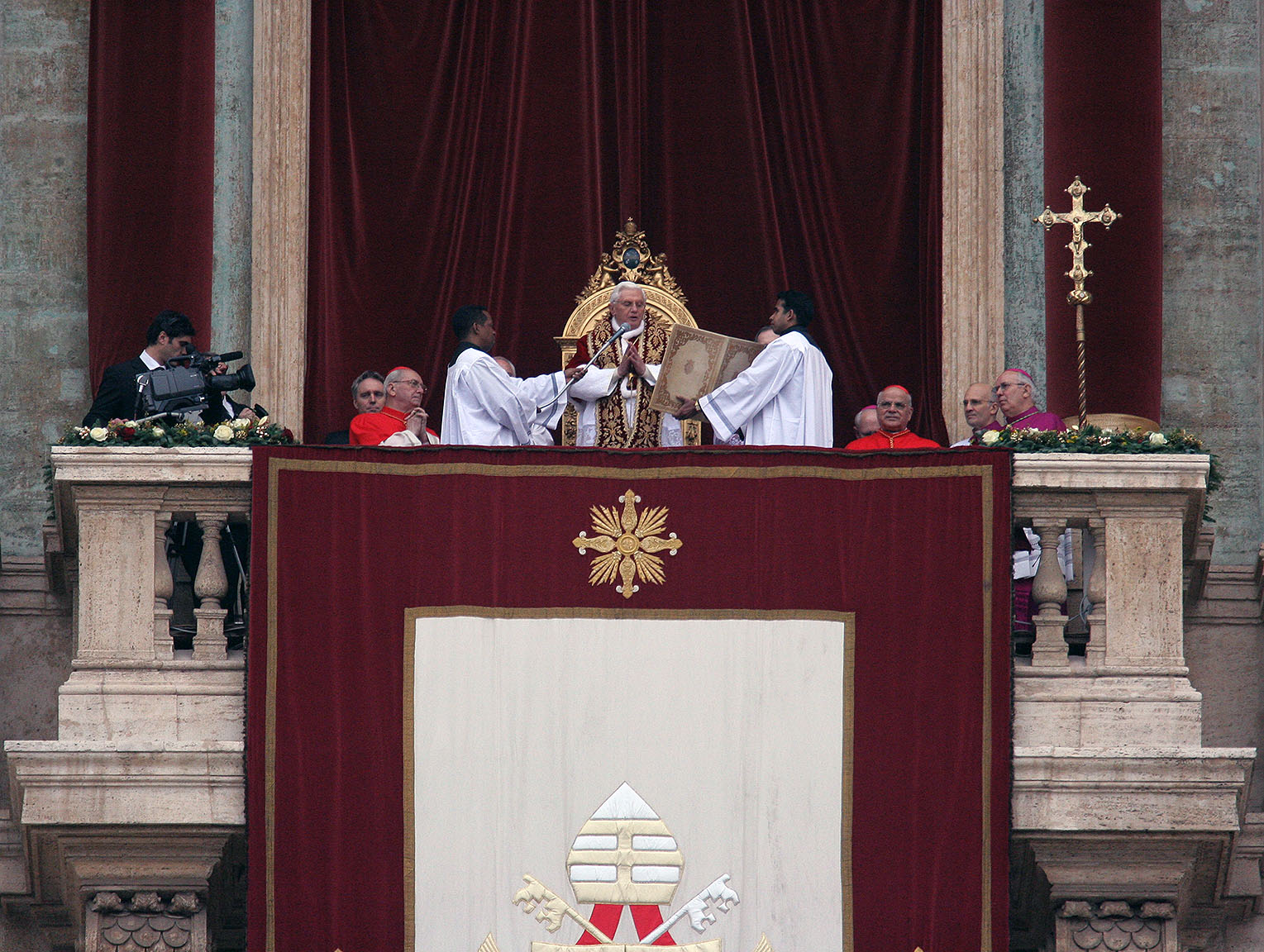
Vánoční Urbi et orbi papeže Benedikta XVI. v roce 2008

Urbi et orbi (česky z lat. Městu a světu) je papežské požehnání, které papež každoročně na Slavnost Narození Páně a Slavnost Zmrtvýchvstání Páně uděluje z ústřední lodžie Svatopetrské baziliky. 
Mimo oslavy Vánoc a Velikonoc je udělováno při obřadu papežské inaugurace a při některých jiných výjimečných příležitostech. Požehnání, zejména velikonoční, je spojeno s papežovým projevem, v němž bývá zhodnocen uplynulý rok, a s pozdravy věřícím v mnoha světových jazycích. Setkává se s velkým zájmem světové veřejnosti. Obřad, jehož se účastní velké množství věřících, je přenášen rozhlasem i televizí. Obsah papežova projevu je komentován v médiích.   
Dle katolické nauky je za dodržení ostatních obvyklých podmínek spojeno s plnomocnými odpustky pro všechny věřící, kteří požehnání zbožně přijmou, a to i v případě, že je k nim přenášeno prostřednictvím rozhlasu, televize nebo jiných komunikačních technologií.[zdroj⁠?!]

## Text požehnání
| Latinský text | Neoficiální český překlad |
| --- | --- |
| Sancti Apostoli Petrus et Paulus: de quorum potestate et auctoritate confidimus ipsi intercedant pro nobis ad Dominum. R: Amen. Precibus et meritis beatæ Mariae semper Virginis, beati Michaelis Archangeli, beati Ioannis Baptistæ, et sanctorum Apostolorum Petri et Pauli et omnium Sanctorum misereatur vestri omnipotens Deus; et dimissis omnibus peccatis vestris, perducat vos Iesus Christus ad vitam æternam. R: Amen. Indulgentiam, absolutionem et remissionem omnium peccatorum vestrorum, spatium verae et fructuosae poenitentiæ, cor semper penitens, et emendationem vitae, gratiam et consolationem Sancti Spiritus; et finalem perseverantiam in bonis operibus tribuat vobis omnipotens et misericors Dominus. R: Amen. Et benedictio Dei omnipotentis, Patris et Filii et Spiritus Sancti descendat super vos et maneat semper. R: Amen. | Svatí apoštolové Petr a Pavel, v jejichž mocnou přímluvu (dosl. moc a vliv) spoléháme, kéž se za nás přimlouvají u Pána. R: Amen. Na přímluvu a pro zásluhy blahoslavené Marie vždy Panny, blahoslaveného Michaela archanděla, blahoslaveného Jana Křtitele, svatých apoštolů Petra a Pavla a všech svatých kéž se nad vámi smiluje všemohoucí Bůh a odpustí vám všechny vaše hříchy, a Ježíš Kristus kéž vás uvede do života věčného. R: Amen. Odpuštění (pozn. indulgentia může znamenat i "odpustky"), rozhřešení a zahlazení všech vašich hříchů, čas pro pravé a plodné pokání, srdce vždy kajícné a zlepšení života, milost a útěchu Ducha svatého a setrvání v dobrých skutcích až do konce kéž vám udělí všemohoucí a milosrdný Pán. R: Amen. A požehnání všemohoucího Boha Otce i Syna i Ducha svatého kéž na vás sestoupí a vždy s vámi zůstane. R: Amen. |